# Gert Verheyen
Gert Verheyen (Hoogstraten, 20 september 1970) is een Belgisch voormalig betaald voetballer en huidig voetbalanalist voor Sporza, Proximus en DAZN die van 1986 tot 2006 speelde als rechtsmidden, rechtsbuiten of centrumspits.
Verheyen speelde 14 jaar voor Club Brugge, van 1992 tot 2006. Hij kwam 50 keer in actie voor de Rode Duivels en hij nam deel aan de eindfase van drie grote toernooien: WK 1998, EK 2000 en WK 2002. Verder voetbalde Verheyen ook enkele seizoenen voor Lierse (1986–1988) en RSC Anderlecht (1988–1992). In mei 2006 zette hij een punt achter zijn loopbaan. Door zijn sobere stijl, gekenmerkt door weinig frivoliteit, veel inzet en vechtlust, groeide Verheyen eind jaren 90 uit tot een boegbeeld van Club Brugge. Verheyen werd meermaals clubtopschutter, maar topschutter van de Belgische competitie werd hij nooit. Hij was aanvoerder van 2000 tot 2002, en nogmaals in zijn allerlaatste seizoen.
Verheyen werd vier keer kampioen van België met Club Brugge en won even vaak de Beker van België. Verheyen staat op de derde plaats betreffende de meest gespeelde wedstrijden aller tijden voor Club Brugge: 558 wedstrijden (195 doelpunten) achter Franky Van der Elst (615) en Dany Verlinden (569). Hij speelde 415 competitiewedstrijden, waarbij hij ook 154 maal trefzeker was. Hij is anno 2025–26 recordhouder betreffende het aantal Europese doelpunten (22), één doelpunt meer dan Hans Vanaken.
Verheyen was polyvalent en kon dienen als rechtsmidden (rechtshalf), rechtsbuiten of centrumspits. Af en toe speelde hij hangende spits of aanvallende middenvelder. De Kempenaar speelde het vaakst als rechtsmidden en rechtsbuiten.
Het is opmerkelijk dat Verheyen vóór zijn loopbaan bij blauw-zwart ook vier seizoenen voor aartsrivaal RSC Anderlecht speelde. Hij trad hiermee in de voetsporen van zijn vader, gewezen Rode Duivel Jan Verheyen, die in de jaren zeventig de kleuren van Anderlecht verdedigde. Met Anderlecht werd Gert in 1991 kampioen en won hij in 1989 de Beker van België.

## Clubcarrière

### Jeugd
Gert Verheyen begon zijn voetbalcarrière bij de jeugd van het plaatselijke Hoogstraten VV. Hij voetbalde er van 1978 tot 1986. Naar het feit dat hij van Hoogstraten afkomstig is, werd tijdens zijn carrière meermaals verwezen door voetbaljournalist Frank Raes. Dat Verheyen zijn toenmalige echtgenote leerde kennen in Dancing Highstreet in Hoogstraten is daardoor een soort running gag geworden.

### Lierse
In 1986 maakte Verheyen de overstap van Hoogstraten VV naar tweedeklasser Lierse SK. De toen 16-jarige aanvaller kwam er terecht in het elftal van trainer Johan Boskamp en werd er ploegmaat van onder meer Dany Verlinden, Herman Helleputte, Frank Dauwen en Jean Kindermans. In 1988 dwong Lierse via de eindronde in Tweede Klasse de promotie af.

### Anderlecht
Lierse steeg naar Eerste Klasse, maar Verheyen vertrok. Hij dwong een transfer naar RSC Anderlecht af. In zijn tweede en laatste seizoen bij Lierse klokte de jonge aanvaller af op acht doelpunten uit zesentwintig wedstrijden.
In de zomer van 1988 stond een dan 18-jarige Gert Verheyen onder leiding van rasechte Brusselaar Raymond Goethals. En het was algauw veilig om te stellen dat de legendarisch geworden trainer het niet op Verheyen begrepen had. "[Gert] Verheyen? Hij heeft twee voeten. De een om in de bus te stappen, de ander in de tram." Later stelde Goethals die mening bij, nadat Verheyen ontbloeide bij Club Brugge. Gerts vader Jan Verheyen had in de jaren zeventig ook bij Anderlecht gespeeld, en hij was onder diezelfde Goethals ook Belgisch international. Desondanks houdt Verheyen ook een leuke (verre) herinnering aan Goethals over.
Ik was een klein ventje en liep naast mijn vader toen Goethals naar ons kwam. Ik dacht dat hij iets over mij ging vragen, of ik ook goed kon voetballen of iets in die aard. Maar hij vroeg [mijn vader]: “Jan, eet ‘m goed?” Je moet er maar op komen, geniaal.
— Gert Verheyen over Raymond Goethals in juni 2014 
Verheyen werd als een beloftevolle aanvaller aangetrokken, maar kreeg weinig speelkansen. De concurrentie was immers groot met toppers als Marc Degryse, Luc Nilis, Arnór Guðjohnsen en Luis Oliveira. In 1989 veroverde Verheyen met RSC Anderlecht de Beker van België in de finale tegen aartsrivaal Standard Luik, waarbij Verheyen in het slot inviel voor Luc Nilis. Hierna werd de Nederlander Aad de Mos aangesteld als opvolger van Goethals. Onder De Mos waren er aanvankelijk ook weinig speelgelegenheden, maar daar kwam na één seizoen verandering in. Vanaf 1990 werd Verheyen bij Anderlecht veel frequenter opgesteld. In 1991 won hij met Anderlecht zijn eerste landstitel.
In 1990 bereikte RSC Anderlecht ook de finale van de Europacup II, maar Verheyen kwam niet van de bank tegen Sampdoria en Anderlecht verloor met 2–0 na verlengingen. Het Europees debuut van Verheyen kwam er echter pas een jaar later in de UEFA Cup. Het ging om een wedstrijd tegen het Roemeense Petrolul Ploiești. Hij scoorde in die partij het belangrijke openingsdoelpunt.
Hoewel Verheyen vier seizoenen bij Anderlecht speelde en er regelmatig wedstrijden pakte, werd hij door de club niet erg gewaardeerd. Hij werd te onsierlijk geacht en in 1992 gevraagd te vertrekken.

### Club Brugge

#### 'Moeilijk' eerste jaar
Omdat Gert Verheyen bij Anderlecht nooit een titularis werd, zocht hij in 1992 andere oorden op. Club Brugge legde een transfersom van 40 miljoen BEF (zo'n €1 miljoen) op tafel voor de 22-jarige aanvaller. Bij Club Brugge, waar Hugo Broos toen coach was, vond Verheyen zijn ex-ploegmaat Dany Verlinden terug en kwam hij in een ploeg terecht met spelers als Franky Van der Elst, Vital Borkelmans, Lorenzo Staelens, Alex Querter, Daniel Amokachi, Foeke Booy en Paul Okon. Brugge had in het voorgaande seizoen hoge ogen gegooid in Europa (halve finale Beker voor Bekerwinnaars tegen het Duitse SV Werder Bremen).
In geen tijd werd Verheyen een vaste waarde bij blauw-zwart, hoewel zijn debuut niet van een leien dakje liep. Hij verklaarde dat hij bewijsdrang had ten overstaan van de Brugse fans en flanellen benen had omdat hij overkwam van de aartsvijand. Die perceptie van de fans onderstreepte Verheyen in een podcast uit november 2020 genaamd Talks with Charly van host Charly Badibanga.
De Clubsupporters zagen me nog een jaar lang aan voor 'de man van Anderlecht', maar dat verstomde natuurlijk wel doordat ik een goed seizoen kende.
— Verheyen over zijn eerste maanden bij Club Brugge 
Verheyen speelde in zijn eerste seizoen elke competitiewedstrijd mee en werd met 13 competitiedoelpunten ook topschutter van het elftal. Hij maakte dat jaar ook zijn debuut in de UEFA Champions League, met name in de eerste voorronde tegen het Israëlische Maccabi Tel Aviv. 0–1 winst, doelpunt Lorenzo Staelens. Club Brugge won de terugwedstrijd met 3–0. Verheyen maakte vier doelpunten in die Champions League-campagne, die Brugge moest verlaten in een groep met Olympique Marseille, Glasgow Rangers en CSKA Moskou.

#### De dubbel onder Broos en titel onder Gerets
Club Brugge moest in die periode in de strijd om de titel wel telkens het onderspit delven. Verheyens ex-club Anderlecht speelde medio jaren 90 drie keer op rij kampioen en versloeg Club Brugge in 1994 ook in de finale van de Beker van België. Een eerste prijs met blauw-zwart bleef dus in eerste instantie uit. In 1995 bereikte Verheyen met Club Brugge wel de kwartfinale van de UEFA Cup. Brugge werd uitgeschakeld door Chelsea FC waarbij Verheyen in de heenwedstrijd in de laatste tien minuten scoorde (1–0 winst, terug 0–2 verlies). Pas in zijn derde seizoen (1994–1995) proefde hij eens te meer de smaak van het winnen van zilverwerk, met winst in de bekerfinale tegen Germinal Ekeren.
Club Brugge sloeg het volgende seizoen nog harder toe en behaalde de dubbel. Club Brugge won de titel en daarna ook de beker tegen stadsrivaal Cercle Brugge. Hugo Broos opteerde destijds meestal voor Verheyen als rechtshalf en Gert Claessens als linkshalf in een 4–4–2 opstelling. In de bekerfinale speelde Gert Verheyen in de aanval bij afwezigheid van schaduwspits Robert Špehar. Club Brugge beschikte over een gouden Kroatisch aanvalsduo. Centrumspits Mario Stanić werd topschutter van de Belgische hoogste klasse met twintig doelpunten terwijl Špehar twaalf doelpunten liet optekenen. Het jaar 1996 is anno 2024 nog altijd het laatste jaar waarin Club Brugge een dubbelslag kon slaan.
In juli 1997 nam Eric Gerets over. Onder hem speelde Verheyen meestal als rechtsmidden in 4–5–1 formatie of spits in 4–4–2. Gerets had in het voorgaande seizoen Lierse verrassend kampioen gemaakt — Club Brugge werd tweede en had tien punten achterstand. Gerets breide een vervolg aan zijn succesverhaal door Club Brugge weer kampioen te maken. Gerets' tweede seizoen moest Verheyen grotendeels vanaf de zijlijn toekijken wegens een knieblessure in de eerste helft van dat seizoen. Hij speelde 'amper' vijftien competitiewedstrijden en scoorde vijf keer. In de Beker van België lukte het vijf jaar niet voor Club Brugge. In de periode Gerets (1997–1999) kreeg hij rugnummer 7 toegewezen, toen Club Brugge met vaste rugnummers begon te werken. Verheyen heeft dat rugnummer tot het einde van zijn carrière in 2006 gedragen.

#### De Sollied-jaren
In de zomer van 2000 werd de Noor Trond Sollied aangeduid als hoofdcoach van blauw-zwart. Sollied voerde een duidelijk spelsysteem in dat Club Brugge zowel in 2002–2003 als in 2004–2005 de titel opleverde. Onder Sollied veranderde er voor Verheyen veel met betrekking tot zijn positie op het veld. Sollied maakte van Verheyen zijn vaste rechtsbuiten. Hij was daarnaast ook aanvoerder van het elftal geworden, in navolging van Vital Borkelmans die de fakkel doorgaf naar het einde van het seizoen 1999–2000 toe. Onder Gerets en [René] Verheyen (onder wie hij aanvoerder werd) speelde Verheyen in de spits — onder René Verheyen doorgaans naast Jochen Janssen. Verheyen was rechtsbuiten in de 4–3–3 formatie, conform het nummer op zijn rug, ofwel begon hij als rechtsbuiten in 3–4–3. De aanvallende 4–3–3 opstelling was Sollieds favoriete opstelling.
Verheyen beleefde onder de Noorse trainer een bijzonder succesvolle periode in de laatste fase van zijn carrière, ook in een Europees verband. Al bleef enig succes in de Belgische competitie dus aanvankelijk uit. Het gemor van het Brugse publiek was van dien aard dat Sollied en de spelers werden uitgefloten aan de rust van de thuiswedstrijd tegen Eendracht Aalst (1–1 gelijkspel) op 18 maart 2001. Verheyen stond aan de kant met een buikspierblessure. Brugge stond aan de rust 0–1 in het krijt. De Peruviaanse spits Andrés Mendoza had voor rust een dozijn opgelegde kansen de nek omgewrongen. In voorgaande wedstrijden had Brugge telkens gelijkgespeeld. Het werd wederom een 1–1 gelijkspel.
Trond Sollied kende twee seizoenen van zoeken en tasten. In het eerste seizoen ging de titel na maar liefst acht gelijke spelen achter elkaar en negen gelijke spelen in totaal ― in de periode januari-maart 2001 — naar aartsrivaal RSC Anderlecht, in het tweede nipt naar KRC Genk. Pas in het derde seizoen begon de tactiek echt vruchten af te werpen. Verheyen was steeds een belangrijke pion wanneer hij volledig fit was, hoewel Verheyen later zou verklaren nooit een uitstekende relatie met Sollied te hebben gehad. Verheyen speelde in de aanval meestal samen met Andrés Mendoza, Sandy Martens, Bengt Sæternes of Rune Lange. Zo nu en dan trad Verheyen eens op als centrumspits, maar over het algemeen speelde hij onder Sollied als rechtsbuiten.
Behalve twee landstitels won hij met Club Brugge ook nog twee keer de Beker van België. In 2000 kon Verheyen naar de Engelse Premier League. Promovendus Ipswich Town was concreet in zijn diensten geïnteresseerd, maar een overgang sprong alsnog af. Aangezien de reeds 30-jarige Verheyen voor trofeeën kon blijven voetballen bij Club Brugge, kon hij zich toch met deze afloop verzoenen. Club Brugge was niet happig om hem zomaar te laten vertrekken, vertelde Verheyen aan de Waalse krant La Dernière Heure. Verheyen kon er in september 2022 om lachen in MIDMID (een podcast van Play Sports), op hem kenmerkende droge wijze. "Het was nochtans voorbestemd. Hun bijnaam [van Ipswich] is de Tractor Boys", aldus Verheyen. De bijnaam van Club Brugge is jaar en dag de boeren.
Tijdens Sollieds eerste seizoen heeft Verheyen lang in de lappenmand gelegen (buikspieren, tweede helft van het seizoen) in volle titelstrijd met het RSC Anderlecht van Aimé Anthuenis. Verheyen scoorde wel zeventien keer in de competitie. Bij zijn afwezigheid namen Sven Vermant en Tjörven De Brul de honneurs waar als aanvoerder. In december 2000 liet Verheyen zich op de Europese bühne opmerken. Dit was een wedstrijd in het kader van de UEFA Cup (1/8ste finales, terugwedstrijd) tegen Barcelona met Nederlandse topspelers als onder anderen Philip Cocu, Frank de Boer en Marc Overmars en sterspelers als aanvoerder Pep Guardiola (die de heenwedstrijd niet meespeelde), Xavi en Rivaldo. De Brugse aanvoerder scoorde in Camp Nou de gelijkmaker; 1–1 waarmee hij Rivaldo's penaltygoal teniet deed. Verheyen strafte miscommunicatie tussen Emmanuel Petit en zijn doelman Pepe Reina, alsmede te ver uit het doel komen van die laatste, genadeloos af. Hij legde de bal weg over Pepe Reina heen; in het lege doel. Tevens de eindstand van de terugwedstrijd. Maar omdat blauw-zwart de heenwedstrijd met 0–2 had verloren (doelpunten van Rivaldo en Patrick Kluivert), was uitschakeling een feit. Brugge zou ook in het volgende seizoen tot de 1/8ste finales komen. Toen bleek het Franse Olympique Lyon net te groot. Brugge gaf tegen Lyon een voorsprong van 4–1 helemaal uit handen in de terugwedstrijd: 3–0 verlies.
Onder Trond Sollied werden Gert Verheyen en ouderdomsdeken Dany Verlinden boegbeelden als trouwste spelers binnen het team, maar Timmy Simons werd na Verlindens pensioen [in mei 2004] benoemd tot kapitein [in juli 2004]. Sollied trok Verheyens capaciteiten als voortrekker in twijfel terwijl Verheyen zichzelf ook niet echt lekker voelde in de rol. Verheyen was tweeënhalf seizoenen aanvoerder  (2000–2002). Sollied benoemde hierna prompt Verlinden tot kapitein. In de loop van het seizoen 1999–2000 nam Verheyen het aanvoerderschap over van Vital Borkelmans, die na dat seizoen naar KAA Gent vertrok en die het met voetballen gestopte clubicoon Franky Van der Elst als aanvoerder had opgevolgd.
Er werd de bijna 37-jarige Borkelmans in het voorjaar van 2000 nog een nieuw contractvoorstel gedaan, maar speler en club geraakten er niet uit. Borkelmans gaf voor ingaan van de laatste twee maanden van het voetbalseizoen zelf de aanvoerdersband door aan Verheyen. Dat gebeurde dus voor het moment waarop Sollied arriveerde, waarbij hem door de toenmalige coach René Verheyen voor het eerst alle verantwoordelijkheid werd gegund. In 2002 ontdeed Sollied hem definitief van de aanvoerdersband, die hij pas weer droeg toen Jan Ceulemans trainer werd in Verheyens laatste seizoen. De volgorde vanaf de zomer 2002 was Verlinden (kapitein), Clement (vice-kapitein) en Maertens (derde kapitein). Die laatste ondanks zijn jonge leeftijd van 22 jaar, maar dat kwam louter doordat het een bekerwedstrijd betrof tegen SV Wevelgem City (2–0 zege) en er veel spelers rust kregen onder wie Verlinden, Clement en Verheyen zelf.
Verheyen leefde lange tijd in onmin met Sollied over het aanvoerderschap, maar hij besloot om te antwoorden met de voeten. Hij verklaarde nooit een geweldige relatie met de Noorse (succes)trainer van blauw-zwart te hebben gehad. Verheyen deelde tevens mede nooit een "normaal gesprek" met Sollied te hebben gevoerd. Hij werkte vijf jaar met Sollied bij Club Brugge. Voor de podcast De Klokke zei Gert Verheyen eind november 2023 dat hij Sollied wel respecteerde omwille van zijn tactische keuzes.
De relatie met Trond Sollied was niet echt geweldig. Het is trouwens moeilijk om überhaupt van een relatie te spreken want ik ‘had’ niets met hem. Maar op één of andere manier wist hij me als voetballer toch te raken, want ik kende mijn beste jaren onder hem. Van Sollied heb ik nooit geweten hoe hij over me dacht, ik heb nooit een ietwat fatsoenlijk gesprek met hem gehad. [Hugo] Broos en Sollied hebben allebei een grote invloed gehad op de speler die ik was en op de trainer die ik ben. Ik heb van hen veel geleerd. Niet zozeer op vlak van tactiek of trainingsmethodes, maar wel over de manier van omgaan met mensen.
— Over zijn relatie met Trond Sollied van speler tot coach in september 2016 
Op 25 november 2001 maakte Verheyen alle Brugse doelpunten in een 0–4 overwinning op het veld van Sporting Charleroi. Begin 2002 greep Verheyen naast de Gouden Schoen. Hij werd in het referendum tweede na (toekomstig) topschutter Wesley Sonck van KRC Genk. Verheyen won de Gouden Schoen uiteindelijk nooit alhoewel hij vele jaren tot de topspelers van de Belgische competitie behoorde, analoog aan Luc Nilis die daarom België destijds verliet (een gebrek aan erkenning). In tegenstelling tot ex-ploegmaat Lorenzo Staelens bleek Verheyen er nooit rouwig omdat hij de verkiezing niet won. Staelens weigerde ooit een verkiezing bij te wonen, omdat hij het vorige jaar niet had gewonnen.
Club Brugge werd in het seizoen 2002–2003 voor de twaalfde maal Belgisch landskampioen onder Sollied, hoewel Verheyen het seizoensbegin (juli en augustus) miste met een kraakbeenletsel na het WK in Japan en Zuid-Korea met de nationale ploeg. In realiteit bereikte de ietwat troebele relatie tussen Verheyen en Sollied z'n kookpunt omwille van de historie rond het aanvoerderschap. "Zelfvertrouwen koop je eenmaal niet in de [supermarkt] GB", aldus een licht geïrriteerde Sollied over de kwestie. Dat zei die nadat Verheyen had gezegd liever geen aanvoerder meer te zijn, eind juli 2002 voorafgaand aan een ontzettend belangrijke Europese wedstrijd tegen het Roemeense Dinamo Boekarest in het kader van de tweede voorronde in de UEFA Champions League en na afloop van de verloren Brugse Metten tegen het Franse Lens; beide zonder de geblesseerde Verheyen.
Verheyen maakte zijn rentree in de met 0–2 gewonnen uitwedstrijd tegen KVC Westerlo op 24 augustus 2002, toen hij als vervanger van aanvaller Andrés Mendoza nog een vijftal minuten meespeelde. Vier dagen later dwong blauw-zwart kwalificatie af voor de groepsfase van de UEFA Champions League. Dat gebeurde na strafschoppen tegen de Oekraïense topclub Sjachtar Donetsk, met doelman Dany Verlinden als held van de avond. Na een uur werd Verheyen gespaard en haalde Sollied hem eraf.
Op 23 oktober 2002 maakte Verheyen het doorslaggevende doelpunt in de groepsfase van de UEFA Champions League 2002/03 tegen het Turkse Galatasaray SK op Jan Breydel. De Turkse topclub won twee jaar eerder de UEFA Cup 1999/00. Verheyen ging hoog storen aan de hoekschopvlag, waardoor Galatasaray-verdediger Emre Aşık balverlies leed. Verheyen legde even later aan en krulde de bal in de kruising. Club Brugge won de wedstrijd met 3–1. Naast Verheyen had aanvaller Sandy Martens een glansrol.
Op 4 december 2002 speelde Verheyen zijn 300ste competitiewedstrijd voor blauw-zwart. Brugge won in het Jan Breydelstadion met 5–0 tegen een dat seizoen verrassend sterk Sporting Lokeren. Weer drie dagen later was er een memorabele Clasico tegen aartsrivaal RSC Anderlecht, die bekend kwam te staan als de match van de schande. Tien Brugge-spelers versloegen negen Anderlecht-spelers met 2–1. Verheyen speelde de eerste helft. In de tweede helft moest Trond Sollied zijn tactische organisatie versterken omdat verdediger Birger Maertens rood had gekregen voor revancheren. Zodoende slachtofferde hij hem voor Serhij Serebrennikov en posteerde hij Timmy Simons in de verdediging. Aan de rust leidde Anderlecht met 0–1 dankzij de kruin van Bertrand Crasson op voorzet van Ki-hyeon Seol, maar een afstandsschot van Olivier De Cock bracht Brugge langszij en Philippe Clement lukte van dichtbij het winnende doelpunt. Scheidsrechter Frank De Bleeckeres tussenkomsten leidden ertoe dat Anderlecht-hooligans vernielingen aanbrachten aan zijn woning.
Verheyen was destijds over het algemeen basisspeler als rechtsbuiten en scoorde 14 competitiedoelpunten. Dat seizoen bleek weinig te beginnen tegen het Club Brugge van Sollied. De voorsprong op eerste achtervolger Anderlecht bedroeg acht punten. Het seizoen erop mocht Verheyen weer deelnemen aan de UEFA Champions League. In de laatste voorronde zette Verheyen letterlijk het Duitse Borussia Dortmund opzij. Andrés Mendoza scoorde in de terugwedstrijd via een op verdediger Dedê afgeweken vrije schop, waarbij Verheyen de muur van Dortmund-spelers vakkundig opzij duwde. Nadat hetzelfde resultaat als in de heenwedstrijd werd behaald (2–1) maar in het voordeel van Die Borussen, plaatste blauw-zwart zich na strafschoppen voor de groepsfase. Verheyen jaren later in Extra Time over z'n leep duwwerk: "De vrije schop van Mendoza zou nu [met moderne arbitrage ] honderd procent afgekeurd worden".
De Kroatische doelwachter Tomislav Butina, in die tijd vaste doublure van Dany Verlinden, stopte twee strafschoppen (van spits Márcio Amoroso en libero André Bergdølmo). Butina blunderde nog vroeg in de eerste helft, toen hij de bal tegen Amoroso trapte op terugspeelbal van Peter Van der Heyden en de bal zo in doel rolde. Andrés Mendoza trapte de beslissende strafschop tegen de touwen. Verheyen was er niet bij in de zenuwslopende strafschoppenserie. Hij werd in de tweede verlenging als het ware geslachtofferd voor verdediger Birger Maertens toen verdediger David Rozehnal met een tweede gele kaart van het veld werd gestuurd.
In de groepsfase van de UEFA Champions League 2003/04, bijna dag op dag een jaar na de thuiszege tegen Galatasaray, ging Club Brugge winnen in het San Siro van toenmalig titelhouder AC Milan. De beslissing viel in de eerste helft met een loeihard schot met links van Mendoza op het halfuur. Met de buitenkant voet trapte Mendoza de bal rechts in de winkelhaak. Verheyen viel na 79 minuten in voor Sandy Martens. Hij keerde destijds terug uit een knieblessure en werd niet fit genoeg bevonden om aan de aftrap te verschijnen. De zege tegen AC Milan geldt als een van de belangrijkste in de geschiedenis van Club Brugge. Later dat seizoen scoorde Verheyen het openingsdoelpunt in de bekerfinale, die Club Brugge met 2–4 won tegen Beveren.

#### Rel met Olivier Deschacht
In maart 2004 noemde linksachter Olivier Deschacht van rivaal RSC Anderlecht hem een "matennaaier" (noot: Vlaams woord; betekent: collega's of vrienden benadelen om er zelf voordeel uit te halen). Club Brugge won een onderhoudende wedstrijd, zonder groots voetbal van beide ploegen, met 1–0. Verheyen bezondigde zich volgens Deschacht te vaak aan schwalbes, ofwel overtredingen uitlokken door zonder contact met de tegenstander op de grond te vallen.
Deschacht refereerde aan een strafschop die Verheyen in de eerste helft afdwong na een foutieve tackle van Deschacht, een "schaar" (tackle) in de kleine rechthoek. Scheidsrechter Serge Gumienny wees naar de stip, zichtbaar tot ergernis van Deschacht die weliswaar niet met een gele kaart werd bestraft. In de tweede helft kreeg Deschacht wél geel te zien en ook voor een fout op Verheyen, wat de frustratie bij Deschacht alleen maar voedde. Simons miste vervolgens de strafschop. Doelman Tristan Peersman verwerkte het leer tegen de paal. De eindstand 1–0 stond al op het bord (vroeg doelpunt Rune Lange). Aldus Deschacht: "Je ademt een keer [sic] (blaast een keer uit) en hij ligt tegen de grond. Zelfs bij de duiveltjes (lees: onder 8-jarigen) zou hij zich laten vallen om een strafschop te krijgen. Dankzij hem ben ik volgend weekend weer geschorst".
Na de wedstrijd zou Gert Verheyen gepikeerd reageren in de media: "Ik heb studs in mijn kuit staan. Of ze van Deschacht zijn, dat weet ik niet. Hij heeft zijn naam er niet opgeschreven. Ik heb Deschacht [na vanmiddag] niet meer gezien" alluderend dat Deschacht omwille van de nederlaag voor Anderlecht niet veel meer te vertellen had. Die opmerking was "weinig tactvol", zei Verheyen in de podcast De Klokke en, zei Verheyen nog, "gelukkig krijgen spelers in het moderne voetbal betere mediatraining". Deschacht wilde zich persoonlijk excuseren voor de commotie die door zijn uitspraak ontstaan was. Drie weken na het voorval schetst voetbaljournalist François Colin van de Vlaamse krant De Standaard een beeld van Gert Verheyen. "Gert Verheyen heeft een voor- en een achterkant. Hij is verstandig en beschaafd, maar durft ook met zijn ellebogen praten."

#### Het laatste jaar
Na het plotselinge vertrek van Trond Sollied in 2005 werd clubicoon Jan Ceulemans aangesteld als trainer. Maar onder meer door het vertrek van sleutelspelers als David Rozehnal en Timmy Simons kon Club Brugge dat seizoen nooit echt meedoen voor de titel. Ceulemans werd in de loop van het seizoen ontslagen, hetgeen het begin inluidde van een paleisrevolutie. Zowel in de technische staf, in de spelersgroep als in de bestuurskamer rommelde het regelmatig met als gevolg twee woelige seizoenen in de nasleep van Verheyens afscheid als voetballer  ; met name het seizoen 2006–2007 met een teleurstellende zesde plaats in de competitie en bekerwinst die weinig soelaas bood, alsmede het seizoen 2007–2008 met een derde plaats en zowel vroege Europese uitschakeling tegen SK Brann Bergen als bekeruitschakeling tegen de buren van Cercle Brugge als rustte er een vloek op de club na het afscheid van Gert Verheyen. Dat seizoen eindigde daarenboven met een donkere noot: het plotse overlijden van spits François Sterchele bij een verkeersongeval begin mei 2008. Gert Verheyen kreeg in wat achteraf bleek zijn laatste seizoen als voetballer te zijn de aanvoerdersband om de arm en werd weer leider van het elftal. Ook middenvelder Sven Vermant, met wie hij samenspeelde in de jaren negentig en nog één seizoen onder Sollied, stapte van Schalke 04 terug over naar Brugge en vervulde zijn rol als leidersfiguur.
In juli 2005, aan de vooravond van wat zijn laatste seizoen bleek, zei Verheyen: "Sollied is God de Vader niet. Als 4–3–3, [een formatie] waar [nu] wel duizend teams in spelen, voor ons het beste systeem is waarom dan wijzigen?", bevraagd naar wat de mogelijk nieuwe tactiek van Brugge was na het vertrek van Sollied. Verheyen stond vijf jaar achter diens tactiek. In de podcast De Klokke deed Verheyen uit de doeken dat hij voor aanvang van het seizoen 2005–2006 met Ceulemans heeft samen gezeten bij Ceulemans thuis. Verheyen zou Ceulemans hebben gezegd dat het "maar niks zou worden" en dat de "middelen om  kampioen te spelen er [dit seizoen] niet waren". Verheyen zou desondanks de ploeg op sleeptouw moeten nemen, wat hij deed. Club Brugge werd derde in de Belgische competitie, niet ver achter kampioen Anderlecht en vice-kampioen Standard Luik. Het verschil met Anderlecht bedroeg vijf punten, dat met Standard één punt.
In 2019 lichtte Verheyen bij Eric Goens de achterliggende reden voor zijn afscheid toe en onthulde dat hij bang was "de wedstrijd die er te veel aan was" te spelen. Goens interviewde Verheyen voor het Play Sports-programma De Kantine. Op 30 september 2005, in een uitwedstrijd tegen Sporting Charleroi in het Stade du Pays de Charleroi (3–3 gelijkspel) liet Verheyen zich in een luchtduel aftroeven door verdediger Thierry Siquet (de oom van huidig Club Brugge-speler Hugo Siquet) op hoekschop van Grégory Christ (waaruit Siquet scoorde). Verheyen kloeg steen en been bij Ceulemans over zijn niveau. Hij trachtte Ceulemans ervan te 'overtuigen' dat hij "[aan de rust] in de kleedkamer moest blijven, dat hij z'n beste tijd had gehad en dat hij er zo snel mogelijk mee wilde ophouden" als betrof het een blauwe maandag. De in zichzelf teleurgestelde Verheyen werd effectief vervangen aan de rust, door Javier Portillo. Het is ironisch dat net invaller Verheyen twee weken later op de volgende speeldag thuis tegen KVC Westerlo (2–1 winst), de winning goal maakte. Weer een week later scoorde hij de fameuze goal tegen RSC Anderlecht, de enige tegen Anderlecht in zijn loopbaan bij Club Brugge. Ook dit doelpunt was ironisch genoeg van belang want het leverde Club Brugge een punt op. Alhoewel Verheyen van zichzelf vond dat hij zijn beste dagen had gekend, scoorde hij nog tot vijf keer toe het winnende doelpunt.
Trainen, dat ging nog wel. Maar die wedstrijden werden er te veel aan. Dan kan je geen profvoetballer meer zijn, natuurlijk.
— Verheyen in januari 2017, gniffelend in een interview voor Het Laatste Nieuws met naast hijzelf ook zijn ex-ploegmaats Peter Van der Heyden en Philippe Clement naar aanleiding van de 1.000ste wedstrijd van hun ex-ploegmaat Timmy Simons. Simons was toen veertig en was nog steeds actief bij Club Brugge.
Uiteindelijk veranderde Jan Ceulemans naar een 4–4–2 ofwel zoals hij zijn spelers meestal zette bij KVC Westerlo, waar Caje coach was sinds 1999. Verheyen speelde als rechtsmidden zoals wel vaker het geval was in de jaren negentig en bij de nationale ploeg. Soms speelde hij onder Ceulemans als centrumspits, naast met name Boško Balaban of Javier Portillo. De allerlaatste trainer die Verheyen heeft gekend als speler was Emilio Ferrera en onder zijn leiding werd Verheyen, in een 4–3–3, nog even rechtsbuiten. Het ontslag van Ceulemans begin april 2006 na een fataal 4–1 verlies op het veld van KAA Gent (hattrick van Mbark Boussoufa), was het enige trainersontslag dat Verheyen ooit meemaakte.
Enige lichtpuntje van Verheyens laatste seizoen heet het lange Europese parcours te zijn. In de Belgische beker ging Club Brugge er reeds uit tegen Zulte Waregem in de 1/16e finale. Club Brugge speelde wedstrijden tegen grootmachten Juventus en FC Bayern München in de groepsfase van de Champions League. Club Brugge presenteerde zich dat jaar met tonnen ervaring (Philippe Clement, Gaëtan Englebert, Sven Vermant, Verheyen zelf en doelman Tomislav Butina) en veelbelovende jeugd (Jonathan Blondel, Jeanvion Yulu-Matondo, Jason Vandelannoite en de Real Madrid-huurling Javier Portillo) en eindigde als derde van zijn groep. Thuis tegen Rapid Wien, was Gert Verheyen auteur van een doelpunt dat ademruimte gaf: 3–1. Het zou namelijk nog 3–2 worden, waardoor Brugge nog bibberde in de slotfase.
In zijn laatste Europese wedstrijd ooit voor Club Brugge, op 23 februari 2006, scoorde Gert Verheyen uit tegen de Italiaanse topclub AS Roma in de 1/16de finales UEFA Cup. Roma speelde twee keer zonder haar sterspeler Francesco Totti. Verheyen scoorde de gelijkmaker op het uur, maar Club Brugge ging met 1–2 onderuit: hetzelfde resultaat als in de heenwedstrijd. Brugge moest het Europese toneel verlaten. Verheyens laatste Europese goal was zijn tweeëntwintigste Europese goal voor blauw-zwart uit een totaal van achtentachtig Europese wedstrijden.
De 36-jarige Verheyen besloot om aan het einde van het seizoen 2005–2006 zijn schoenen aan de wilgen te hangen, na 558 wedstrijden in Brugse loondienst. Het boegbeeld van Club Brugge nam op dezelfde speeldag als zijn gewezen ploegmaat en boegbeeld van RSC Anderlecht, de Zweedse spelmaker Pär Zetterberg, afscheid van het voetbal. Club Brugge won thuis tegen Racing Genk met 3–0. In de 87ste minuut ging het bordje met nummer 7 de hoogte in en stond middenvelder Kevin Roelandts klaar om hem te vervangen. Verheyen kreeg een minutenlange staande ovatie en hij werd uitgebreid gevierd (met zijn gezin), door zijn medespelers en de supporters. Verheyen droeg onder zijn wedstrijdshirt een zwart T-shirt met de boodschap: Bedankt supporters. De Brugse spionkop (Blue Army) rolde een spandoek uit: Bedankt Gertje. In het stadion duurde zijn eerbewijs meer dan een uur.
Dit koester ik mijn hele leven lang. Wat een geweldig afscheidscadeau krijg ik hier van de ploegmaats. Ze hebben een tandje bijgestoken voor mij. Ongetwijfeld onze beste wedstrijd van het seizoen. Ik kon wel blijven lopen en werd niet moe. Mooie eindcijfers, mooie goals, wat kan een mens nog meer willen? De erkenning [van de supporters] was groot, en dat doet enorm deugd. Op zo'n moment gaat er vanalles door je heen. Maar ik besef zelfs nu nog niet wat ik meemaak. Dat zal pas over enkele dagen komen. Ik verdwijn niet [uit het voetbal]. Best zo, ik zou anders niet weten wat gedaan. Ik vind het een hele eer om voor deze vereniging [Club Brugge] te kunnen werken. Laat me eerst even van het leven genieten. Als een normaal mens met de familie de typische dingen van alle dag doen, af en toe van een wijntje lurken. Ik kijk er al naar uit.
— De laatste woorden van Gert Verheyen als voetballer (5 mei 2006)

## Interlandcarrière
Op 12 oktober 1994 debuteerde Verheyen bij de Rode Duivels. Bondscoach Paul Van Himst selecteerde hem toen voor de EK-kwalificatiewedstrijd tegen Denemarken. België verloor met 3-1. In de volgende interland tegen Macedonië scoorde Verheyen zijn eerste goal. Het openingsdoelpunt van Verheyen werd wegens een blunder van doelman Michel Preud'homme tenietgedaan. Verheyens doelpunt bleek dan toch een belangrijk te zijn, want het leverde België een punt op.

### WK 1998
In 1998 nam bondscoach Georges Leekens hem mee naar WK in Frankrijk. België speelde op het toernooi drie keer gelijk en vloog er al in de eerste ronde uit. Verheyen mocht op dat WK in de tweede groepswedstrijd, tegen Mexico, na 17 minuten invallen. Hij verving Danny Boffin, maar kreeg zo'n 10 minuten na de rust een rode kaart. Zo kon Mexico in die wedstrijd toch nog een 2–0 voorsprong uitwissen. Het was de eerste rode kaart uit zijn carrière zo zei hij achteraf, maar dat is niet correct. Verheyen kreeg in 1987–1988 als speler van Lierse ook al eens rood.

### Euro 2000 en WK 2002
In april 2000 scoorde Verheyen de twee doelpunten in de met 2-0 gewonnen interland tegen Noorwegen. Dat deed hij enkele maanden nadien nog eens over. Toen scoorde hij twee keer in de met 1-3 gewonnen wedstrijd tegen Bulgarije. Op Euro 2000 kwam België als organiserend land niet verder dan de groepsfase. Verheyen werd op het EK in elke wedstrijd in de basis gezet door bondscoach Robert Waseige. Verheyen werd in die periode samen met Marc Wilmots een van de ouderdomsdekens van de nationale ploeg.
In november 2001 had hij een belangrijk aandeel in de kwalificatie voor het WK 2002 in Japan en Zuid-Korea, nog steeds onder de Waalse bondscoach Robert Waseige. België moest Tsjechië uitschakelen via barragewedstrijden. In België wonnen de Rode Duivels met 1-0 na een goal van Verheyen. Vier dagen later volgde de terugwedstrijd. In minuut 85 werd Verheyen in de grote rechthoek ten val gebracht en kreeg een strafschop. Wilmots zette die om, waardoor België naar het WK mocht.
Op het WK overleefden de Rode Duivels ditmaal wel de groepsfase, ondanks een gespannen sfeer binnen het team die volgens Waseige uitsluitend door de pers gecreëerd werd. Waseige werd door voornamelijk de Vlaamse pers in vraag gesteld omwille van zijn 'tekortschietende communicatie' (in het Nederlands). Ten tijde van het eindtoernooi kondigde Waseige bovendien ongelegen zijn vertrek als bondscoach aan om de Belgische topclub Standard Luik te coachen.
Aan Japan [en Zuid-Korea heb ik de beste herinneringen] uiteraard. Frankrijk was een grote teleurstelling. Ik mocht tegen Mexico invallen [voor Danny Boffin], maar kreeg een rode kaart waarna het nog 2–2 geworden is. Tegen Zuid-Korea in de laatste wedstrijd konden we ook niet winnen. We speelden driemaal gelijk en moesten naar huis. Er was toen heel wat heibel rond [bondscoach Georges] Leekens en de [Waalse] pers. Dat was geen leuk WK. Japan was wel leuk hoewel er ook van alles gebeurde. Met de pers is dat onvermijdelijk. Dat zal nu [in Brazilië in 2014] ook zo zijn. Daar mag je zeker van zijn. Het begon twijfelachtig in Japan, maar toen we de derde wedstrijd wonnen tegen Rusland was alles heel goed. Daarna mochten we tegen Brazilië. Ik wist op voorhand dat ik zou stoppen na het WK en voor mij was dat een ideaal afscheid. Ik mocht mijn vijftigste interland spelen en dat op een WK, tegen een ploeg als Brazilië. Een mooier afscheid kon ik me niet wensen.
– Gert Verheyen over het wereldkampioenschap in Japan en Zuid-Korea 
Waseige zou bij Standard overigens na twee maanden ontslagen worden, niet het minst omdat Standard troosteloos laatste stond. Verheyen kostte hem de kop. Hij scoorde twee keer op Sclessin, fataal verlies (1–2 winst voor Club Brugge medio september 2002). Toch slaagden de Belgen erin om zich te plaatsen voor de tweede ronde van het WK. In de groepsfase startte Verheyen elke wedstrijd in de basis, maar werd hij telkens in de loop van de partij gewisseld.
In de achtste finale nam België het op tegen Brazilië. Verheyen speelde de volledige wedstrijd en zag hoe België aanvankelijk de maat nam van Brazilië. België scoorde via Wilmots, maar het doelpunt werd afgekeurd door de Jamaicaanse scheidsrechter Peter Prendergast voor een vermeende duwfout van Wilmots op Roque Júnior. Nadien schakelde de Seleção een versnelling hoger en de Belgen incasseerden twee goals, van sterspelers Rivaldo en Ronaldo. De Rode Duivels lagen eruit en Verheyen zette een punt achter zijn interlandcarrière.

## Clubstatistieken
| Seizoen | Club           | Competitie    | Competitie | Competitie | Europees | Europees |
| Seizoen | Club           | Competitie    | Wed.       | Dlp.       | Wed.     | Dlp.     |
| ------- | -------------- | ------------- | ---------- | ---------- | -------- | -------- |
| 1986/87 | Lierse SK      | Tweede Klasse | 13         | 2          | —        | —        |
| 1987/88 | Lierse SK      | Tweede Klasse | 26         | 8          | —        | —        |
| 1988/89 | RSC Anderlecht | Eerste Klasse | 8          | 1          | 0        | 0        |
| 1989/90 | RSC Anderlecht | Eerste Klasse | 8          | 1          | 0        | 0        |
| 1990/91 | RSC Anderlecht | Eerste Klasse | 24         | 1          | 8        | 2        |
| 1991/92 | RSC Anderlecht | Eerste Klasse | 21         | 0          | 8        | 0        |
| 1992/93 | Club Brugge    | Eerste Klasse | 34         | 13         | 10       | 4        |
| 1993/94 | Club Brugge    | Eerste Klasse | 32         | 6          | —        | —        |
| 1994/95 | Club Brugge    | Eerste Klasse | 34         | 15         | 6        | 2        |
| 1995/96 | Club Brugge    | Eerste Klasse | 25         | 11         | 3        | 0        |
| 1996/97 | Club Brugge    | Eerste Klasse | 32         | 3          | 8        | 2        |
| 1997/98 | Club Brugge    | Eerste Klasse | 32         | 13         | 6        | 1        |
| 1998/99 | Club Brugge    | Eerste Klasse | 15         | 5          | 0        | 0        |
| 1999/00 | Club Brugge    | Eerste Klasse | 29         | 13         | 4        | 1        |
| 2000/01 | Club Brugge    | Eerste Klasse | 23         | 17         | 8        | 2        |
| 2001/02 | Club Brugge    | Eerste Klasse | 32         | 10         | 8        | 5        |
| 2002/03 | Club Brugge    | Eerste Klasse | 31         | 14         | 9        | 1        |
| 2003/04 | Club Brugge    | Eerste Klasse | 32         | 15         | 11       | 2        |
| 2004/05 | Club Brugge    | Eerste Klasse | 32         | 13         | 8        | 1        |
| 2005/06 | Club Brugge    | Eerste Klasse | 32         | 7          | 7        | 2        |
| TOTAAL  | TOTAAL         | TOTAAL        | 515        | 168        | 104      | 25       |

## Erelijst
| Nationaal         |    |                                                      |
| Belgisch kampioen | 5x | 1991, 1996, 1998, 2003, 2005                         |
| Beker van België  | 5x | 1989, 1995, 1996, 2002, 2004                         |
| Supercup          | 8x | 1992, 1994, 1996, 1998, 2002, 2003, 2004, 2005       |
| Vriendschappelijk |    |                                                      |
| Brugse Metten     | 9x | 1988, 1992, 1993, 1995, 1996, 1998, 2000, 2001, 2004 |

- In 1988 won hij als speler van Anderlecht de Brugse Metten.
- Verheyen werd in 1993, 1995, 1998, 2001, 2003 en 2004 in de competitie topschutter van Club Brugge.

## Trainerscarrière

### Jeugdtrainer
Meteen na zijn afscheid als voetballer vond Verheyen terug onderdak bij Club Brugge. De club waar hij meer dan 10 jaar voor gevoetbald had, stelde hem aan als coach van de beloften (2006–2007). Maar Verheyen liet al snel weten dat een job als coach niet voor hem bestemd was. Na één seizoen hield hij het voor bekeken en opende hij in Knokke een kledingzaak. Hij combineerde die baan met zijn functie als voetbalanalist bij Sporza en 2BE en als co-commentator bij Belgacom TV.
In 2013 werd Verheyen jeugdtrainer bij de Belgische voetbalbond en was daar verantwoordelijk voor de U19. Hij werd eind juni 2018 opgevolgd door Jacky Mathijssen.

### KV Oostende
Vanaf 1 juli 2018 was Verheyen trainer van KV Oostende. Hij werd aangeworven door de kersverse sportief directeur Hugo Broos en volgde daarmee Adnan Custovic op als eerste in bevel. Boezemvriend Franky Van der Elst, met wie hij zowel samenspeelde bij de nationale ploeg als van 1992 tot 1999 bij Club Brugge, werd zijn assistent. Voor Verheyen was het zijn eerste job op het hoogste niveau.
Op 6 maart 2019 raakte bekend dat Verheyen zelf opstapte als trainer, dit na een teleurstellend seizoen. Hij werd opgevolgd door Hugo Broos. Hij weigerde ook een opstapvergoeding. "Ik wil geen euro waar ik niet voor heb gewerkt", aldus Verheyen.

## Trivia
- In maart 1991 scoorde Gert Verheyen als speler van Anderlecht tegen Club Brugge. Paars-wit won toen met 0-2. Het bleef Verheyens enige doelpunt tegen Club Brugge, tijdens vier seizoenen Anderlecht.
- In oktober 2005 scoorde hij, in een wedstrijd die op 2-2 eindigde, als speler van Club Brugge tegen Anderlecht. In heel de rest van Verheyens Club Bruggeperiode (1992-2006) scoorde hij nooit tegen Anderlecht; ook niet in december 2001, toen hij na handspel van Joris Van Hout een penalty mocht nemen, die Filip De Wilde in een hoekschop verwerkte.
- Gert Verheyen is de Belg met de langste tijdsperiode tussen zijn eerste en laatste doelpunt in de UEFA Champions League. Verheyen scoorde zijn eerste doelpunt op 7 april 1993 tegen CSKA Moskou en zijn laatste doelpunt op 2 november 2005 tegen Rapid Wien: 12 jaar, 6 maanden en 27 dagen later.
- Verheyen verloor op 12 augustus 2025 zijn recordaantal Europese wedstrijden aller tijden (88) aan Brandon Mechele, die zijn 89ste wedstrijd speelde tegen Red Bull Salzburg. Zijn recordaantal Europese doelpunten wordt bedreigd door Hans Vanaken die anno 2025 op eenentwintig doelpunten afklokt; één doelpunt minder dan Verheyen.
- De Antwerpse band Filibuster droeg hun debuutalbum "Future Anachronisms" op aan Gert Verheyen, geïnspireerd door een doorleefd optreden in een uitzending van Extra Time.[68]
- In het praatprogramma Extra Time noemde Gert Verheyen in januari 2011 voetballer Vadis Odjidja een kind. Verheyen deed dat in zijn functie als voetbalanalist. De speler van Club Brugge was toen op stage met zijn team en reageerde daar op de kritiek van Verheyen. Odjidja stelde zich luidop de vraag wat "[Gert] Verheyen ooit bewezen had". Bovendien noemde hij Verheyen geen ambitieuze voetballer omdat "hij [Gert Verheyen] zijn hele leven voor Club Brugge had gespeeld [sic]".[69] Die laatste uitspraak schoot dan weer in het verkeerde keelgat bij heel wat supporters. Bij de volgende wedstrijd van Club Brugge floten zij Vadis Odjidja een hele partij uit.[70] Verheyen riep daarna op om hem niet meer uit te fluiten, hetgeen vanaf dan ook niet meer gebeurde.[71]
- In een aflevering van de podcast De Klokke uit november 2023 werd Verheyen gevraagd naar wie de beste verdediger was tegen wie hij ooit speelde. Verheyen koos voor AC Milan-legende Paolo Maldini. Hij was als rechtsmidden de rechtstreekse positionele tegenstander van toenmalig linksachter Maldini in de wedstrijd Italië–België op het voor België roemloze Euro 2000 dat reeds na de groepsfase zou voorbij zijn. België verloor met 2–0 en Mbo Mpenza verloste Verheyen uit zijn lijden in de tweede helft. 
  - Ook met Club Brugge kwam hij Maldini nog eens tegen, namelijk in het kader van de groepsfase van de UEFA Champions League in oktober en november 2003. Verheyen en de toen 35-jarige Italiaanse aanvoerder van de Rossoneri stonden slechts tien minuten tegenover elkaar in de eerste wedstrijd (Verheyen was invaller doordat hij met de knie sukkelde) en een halfuur in de tweede (Maldini moest geblesseerd naar de kant). Club Brugge won de eerste wedstrijd in San Siro en verloor de tweede wedstrijd thuis met het kleinste verschil.
- In 2023 nam hij deel aan het Play4-programma Over de oceaan.[72]
- In 2023 nam Verheyen deel aan De Slimste Mens ter Wereld. Het bleef bij één deelname. Hij was te zien in de aflevering van 29 november 2023 waarin hij het opnam tegen zangeres Charlotte Adigéry en imitator Guga Baúl. De juryleden waren James Cooke en Ella Leyers, met wie Gert de Atlantische Oceaan over voer voor Over de oceaan.[73]